# Lac Nipisso
Lac Nipisso är en sjö i Kanada.   Den ligger i regionen Côte-Nord och provinsen Québec, i den östra delen av landet, 900 km nordost om huvudstaden Ottawa. Lac Nipisso ligger 368 meter över havet. Arean är 42 kvadratkilometer. Den sträcker sig 24,0 kilometer i nord-sydlig riktning, och 7,6 kilometer i öst-västlig riktning.
Trakten runt Lac Nipisso är nära nog obefolkad, med mindre än två invånare per kvadratkilometer.